# Mount Kohnen
Mount Kohnen ist ein Berg an der Hobbs-Küste im westantarktischen Marie-Byrd-Land. Er ragt an der südwestlichen Ecke des Bowyer Butte auf.
Der United States Geological Survey kartierte ihn anhand eigener Vermessungen und Luftaufnahmen der United States Navy aus den Jahren von 1959 bis 1965. Das Advisory Committee on Antarctic Names benannte ihn 1974 nach dem deutschen Geophysiker Heinz Kohnen (1938–1997), der von 1970 bis 1971 auf der Byrd-Station tätig war.